# (17518) Redqueen
(17518) Redqueen (1992 YD) – planetoida z pasa głównego asteroid okrążająca Słońce w ciągu 4,26 lat w średniej odległości 2,63 j.a. Odkryta 18 grudnia 1992 roku.